# Moacir Costa da Silva
Moacir Costa da Silva, noto semplicemente come Moacir (Recife, 14 febbraio 1986), è un calciatore brasiliano, centrocampista del Central-PE.

## Caratteristiche tecniche
È un centrocampista difensivo.

## Carriera
Nel corso della sua carriera ha disputato oltre 70 partite nel Brasileirão ed oltre 150 nella seconda divisione brasiliana.

## Palmarès

### Competizioni statali
- Campionato Pernambucano: 1

Sport Recife: 2009
- Campionato Cearense: 1

Fortaleza: 2016
- Campionato Goiano: 1

Atlético Goianiense: 2019

### Competizioni regionali
- Copa Verde: 1

Luverdense: 2017